# Rosa Schapire
Rosa Schapire, née le 9 septembre 1874 à Brody, en Galicie (aujourd'hui en Ukraine), et morte le 1er février 1954 à Londres (Royaume-Uni), est une historienne de l'art allemande d'origine austro-hongroise qui vivait en Allemagne et en Angleterre.
Elle est aussi modèle et collectionneuse d'art et donne une reconnaissance précoce au groupe d'artistes de Die Brücke.

## Biographie
Fille de riches parents juifs, Rosa Schapire est éduquée à la maison, car il n'y avait aucun établissement d'enseignement approprié pour elle à Brody. 
Elle a déclaré qu'elle était prédestinée à l'internationalisme par sa naissance, son éducation et son destin.
En 1893, Schapire déménage à Hambourg. En 1897, elle publie Ein Wort zur Frauenemanzipation ("Un mot sur l'émancipation des femmes") dans la revue Sozialistische Monatshefte, dans laquelle elle soutient que les femmes trouveront la liberté "dans la société du futur, dans la société du socialisme". Elle a été l'une des premières femmes à recevoir un diplôme en histoire de l'art d'une institution allemande, obtenant son diplôme de premier cycle à l'Université de Berne en 1902 et obtenant un doctorat de l'Université de Heidelberg en 1904 et à poursuivre des études supérieures à l'université de Leipzig.
Après son retour à Hambourg en 1908, elle travaille dans la traduction et la critique éditoriale. Elle traduit en allemand Balzac, Zola et l'historien de l'art polonais Kazimierz Chłędowski (pl). Elle a rapidement reconnu le groupe d'artistes Die Brücke. Elle a aidé à fonder la Frauenbund zur Förderung deutscher bildenden Kunst (Société des femmes pour l'avancement de l'art allemand) en 1916.
Schapire était elle-même modèle pour différents peintres. Karl Schmidt-Rottluff du groupe Die Brücke a fait plusieurs portraits d'elle, dont un en 1919. Walter Gramatté l'a peinte en 1920. En 1924, elle publie un catalogue des œuvres graphiques de Karl Schmidt-Rottluff.
En 1939, elle a pu fuir l'Allemagne dominée par les nazis pour l'Angleterre. Là, elle a contribué à diverses revues d'art, telles que Architectural Review, Eidos, Connoisseur et Weltkunst (de). Elle a également aidé Nikolaus Pevsner avec la collecte de matériel pour sa série The Buildings of England,.
Elle est décédée à la Tate Gallery en 1954.
Sa tentative de faire don d'une partie de sa collection à des musées britanniques alors qu'elle était en vie n'a pas été bien accueillie et elle a fait don de l'essentiel de sa collection d'art à des musées en Allemagne : Mannheim, Berlin, Altona, Hambourg et Cologne. D'autres œuvres ont été envoyées à des musées aux Pays-Bas, en Belgique, en Nouvelle-Zélande (Auckland Art Gallery Toi o Tāmaki), Chicago et Tel Aviv avec les seuls exemples britanniques disponibles au Victoria and Albert Museum et au Leicester Museum. Cependant, il y a un portrait d'elle par Karl Schmidt-Rottluff dans The Tate.